# المشخاب
المشخاب وتلقب ب("مدينة العنبر") مدينة عراقية ومركز قضاء المشخاب تقع ضمن محافظة النجف مساحتها 375 كم مربع, تبعد 30 كم جنوب مدينة النجف و 230 كم جنوب غرب العاصمة العراقية بغداد, أرضها طينية زراعية خصبة أصلها من بقايا الأهوار والسهل الرسوبي لنهر الفرات الذي يمر فيها, سكانها من العشائر العربية, 80% من سكانها يعملون في الزراعة و 20% يعملون في أعمال مختلفة أخرى كالتجارة وتهبيش الشلب (الأرز) والصناعات اليدوية البسيطة.
قضاء المشخاب جنوب محافظة النجف في العراق ومركزه مدينة المشخاب. منطقة زراعية تحيطها حقول الشلب الواسعة وبساتين النخيل ويمر فيها نهر المشخاب وهو فرع من نهر الفرات يبلغ طوله 25 كم.
القضاء كان ناحية من نواحي قضاء المناذرة حتى كانون الثاني 2014، عندما صدر قرار بتحويل ناحية المشخاب إلى قضاء.

## التاريخ
اشتهرت المنطقة بأسماء كثيرة عبر التاريخ ففي العهد البابلي عرفت بمنطقة المنخفضات البابلية, وفي عهد الفتوحات الإسلامية عرفت بالبطحاء وفي العهد العثماني سميت بالأرض السنية حسبما هو مثبت في سجلات عام 1882, ثم سميت بالسوارية نسبة إلى ابن سوار الذي هو من آل فرعون الذي أسس قرية هناك في عام 1916, الآن تعرف المنطقة باسم المشخاب.
اكتسبت المنطقة هذا الاسم من صوت خرير المياه بين شقوق الصخر عند فتح نهر الفرات عليها.
المشخاب مدينة زراعية يزرع فيها الشلب أرز, وأرز العنبر على وجهه الخصوص الشهير في العراق حيث يعتبر من أفضل أنواع الرز في العراق ويطلق عليه أبو الريحة الطيبة عند طبخه بالدهن الحر (السمن البلدي), كما تشتهر المنطقة بزراعة الحنطة والشعير في الموسم الشتوي, أما نخيلها فتعتبر من أفضل النخيل في منطقة وسط العراق, ويسوق التمر الناتج إلى بقية المدن حيث يكبس التمر في جلود الحيوانات ويصنع الدبس (عسل التمر) من قبل القرويين.

## تسمية المشخاب عبر التاريخ
- سُمّيت أولاً بالسوارية نسبة إلى سوار الفتلاوي في أوائل القرن العشرين.
- ثم سُمّيت بالفيصلية نسبة إلى الملك فيصل الأول.
- ثم سُمّيت بالمشخاب لصوت الشخيب في الصخور عند المجرى في جنوب المدينة.

## أعلامها
- جبار جودي، (1967) سينوغراف
- فيصل الياسري (مخرج)

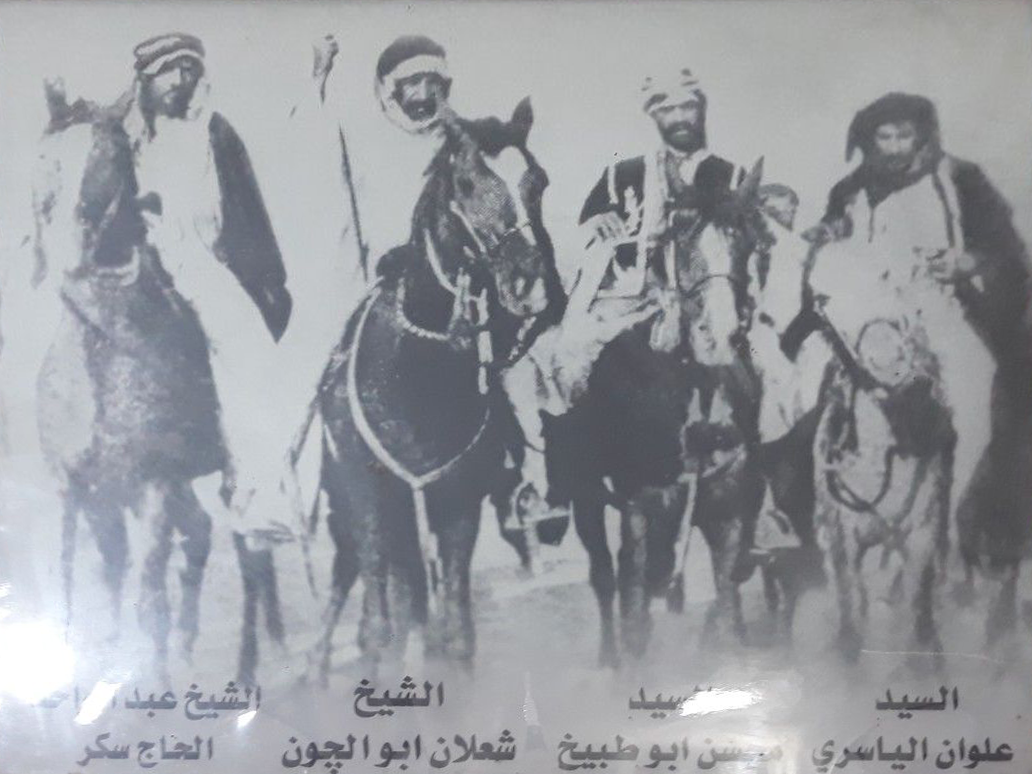
هنا تظهر قادة ثورة العشرين من المشخاب كل من السيد علوان الياسري و السيد محسن ابو طبيخ و الشيخ شعلان ابو الجون و الشيخ عبد الواحد ال سكر الفتلاوي

- عبد الواحد آل سكر الفتلاوي) (أحد قادة ثورة العشرين)
- جعفر بحر العلوم (عالم ديني)
- أحمد الوائلي (فقيه مسلم شيعي)
- شيخ عبد الأمير الفتلاوي (شاعر)

## وصلات خارجية ذات علاقة
- وصف للمشخاب